# نزار إبراهيم
نزار إبراهيم (بالألمانية: Nizar Ibrahim)‏ (مواليد 1982) عالم حفريات فقاري ألماني-مغربي مقيم في الولايات المتحدة كما أنه عالم تشريح مقارن. يعمل حاليًا كأستاذ مساعد في جامعة ديترويت ميرسي. يشتهر إبراهيم بأبحاثه حول الفقاريات الأحفورية من مجموعة كمكم الموجودة في المغرب مثل التيروصورات والتماسيح والديناصورات.
أدى البحث الذي قاده إبراهيم في السنوات الأخيرة إلى تغيير جذري في أفكار مورفولوجيا وعادات أكبر الديناصورات المفترسة مثل السبينوصور. لإبراهيم اهتمامات في المعلوماتية الحيوية ومشاريع أخرى.

## السيرة الشخصية

### الشباب والتعليم
ازداد نزار إبراهيم يوم 8 سبتمبر 1982 في برلين بألمانيا. ينحدر من عائلة ذات أصول ألمانية ومغربية وجده هوعبد الله إبراهيم الذي كان رئيس وزراء للمغرب.
كان متحمسًا جدًا منذ طفولته للحيوانات وتنوعها وتشريحها وتطورها. كما أحب القصص الخيالية والواقعية للمغامرات حول العالم. قرر في الخامسة من عمره أنه سيصبح عالم حفريات أثناء قراءة كتاب عن الديناصورات.
حصل على بكالوريوس العلوم في الجيولوجيا والأحياء من جامعة بريستل عام 2006. حصل على درجة الدكتوراه في عام 2011 من كلية الطب والعلوم الطبية في جامعة دبلن. وأجرى دراسات ما بعد الدكتوراه في جامعة شيكاغو لمدة أربع سنوات.

### المسار المهني
يعمل حاليًا أستاذًا مساعدًا في جامعة ديترويت ميرسي حيث يقوم بتدريس علم التشريح البشري والتشريح المقارن والتطور. وهو أيضًا باحث زائر في جامعة بورتسموث. كما يعمل في المغرب مع عدد من الباحثين والطلاب المغاربة في جامعة الحسن الثاني. وهو أول عالم حفريات في تاريخ برنامج تيد.

## الجوائز
- في عام 2014، تم اختياره كعضو في برنامج المستكشف الناشئ التابع لناشونال جيوغرافيك.[14]
- في عام 2015، حصل على زمالة مؤتمر تيد.[13]
- في عام 2019، تم اختيار اكتشافه للسبينوصور كأحد أفضل 20 اكتشافًا علميًا للعقد من طرف ناشونال جيوغرافيك.[15]

## روابط خارجية
- سيرة نزار إبراهيم عن جامعة ديترويت ميرسي
- نزار إبراهيم في قاعدة بيانات الأفلام على الإنترنت
- مقابلة مع خبير الديناصورات نزار إبراهيم على قناة ZDF